# Puerto de Durrës
El Puerto de Durrës (en albanés: Porti i Durrësit) es el puerto más grande de Albania, está localizado en la ciudad de Durrës, en la costa de Albania. Es una cuenca artificial que se forma entre dos muelles, con una entrada orientada oeste-noroeste de aproximadamente 183 metros (600 pies) de ancho a medida que pasa entre los extremos de los muelles. El puerto de Durrës está situado en el extremo norte de la Bahía de Durrës (Albanés: Gjiri i Durrësit), un extenso cuerpo de agua entre Kala e Turres y Cabo Durres (Albanés: Kepi i Durrësit). Cabo Durazzo se encuentra a aproximadamente 1,6 kilómetros (0.99 millas) al oeste del puerto de Durrës.